# Robert H. Noce
Robert H. Noce (* 19. Februar 1914; † 1995) war ein US-amerikanischer Psychiater.
Noce studierte an der University of Louisville School of Medicine und wurde dort promoviert (M.D.).
Er war klinischer Direktor des Modesto State Hospital in Kalifornien. Dort untersuchte er 1953/54 in einer klinischen Studie die Wirkungen von Reserpin in der Psychiatrie, einem Alkaloid der Indischen Schlangenwurzel (Rauwolfia), dessen blutdrucksenkende Wirkung 1949 bekannt geworden war, das aber auch beruhigende Wirkung hatte. Dafür erhielt er mit anderen (für die Anwendung von Reserpin in der Psychiatrie wurde damals auch Nathan S. Kline geehrt) 1957 den Lasker~DeBakey Clinical Medical Research Award.
Reserpin war 1952 in den CIBA-Laboratorien in der Schweiz isoliert worden und seine Verwendung bei Schizophrenie war 1953 von R. Hakim vorgeschlagen worden.
Die Entdeckungen fanden damals große Aufmerksamkeit und etwa um die gleiche Zeit wurden auch weitere neue Psychopharmaka in die Therapie eingeführt wie Chlorpromazin.

## Schriften
- Robert H. Noce, David B. Williams, Walter Rapaport: Reserpine (Serpasil) in the management of the mentally ill. In: JAMA, Band 158, 1955, S. 11–15, Abstract
- Robert H. Noce, David B. Williams, Walter Rapaport: Reserpine (Serpasil) in the management of the mentally ill and the mentally etarded. In: JAMA, Band 156, 1954, S. 821–824.